# Захарян, Давид Норайрович
Давид Норайрович Захарян (род. 8 августа 1997, Самара) — российский футболист, полузащитник. Старший брат Арсена Захаряна.
Воспитанник центра подготовки футболистов «Крылья Советов» Самара. В сезонах 2016/17 — 2017/18 сыграл 33 матча, забил один гол в молодёжном первенстве. Сезон 2017/18 провёл в клубе первой лиги Армении «Эребуни» Ереван. 27 июля 2018 перешёл в команду премьер-лиги «Арарат» Ереван, за который провёл пять матчей. 2 октября покинул клуб. В сезонах 2018/19 — 2019/20 был на контракте в пензенском «Зените», но на поле не выходил.